# Xanthia palleago
Xanthia palleago är en fjärilsart som beskrevs av Jacob Hübner 1827. Xanthia palleago ingår i släktet Xanthia och familjen nattflyn. Inga underarter finns listade i Catalogue of Life.